# Basen Paryski

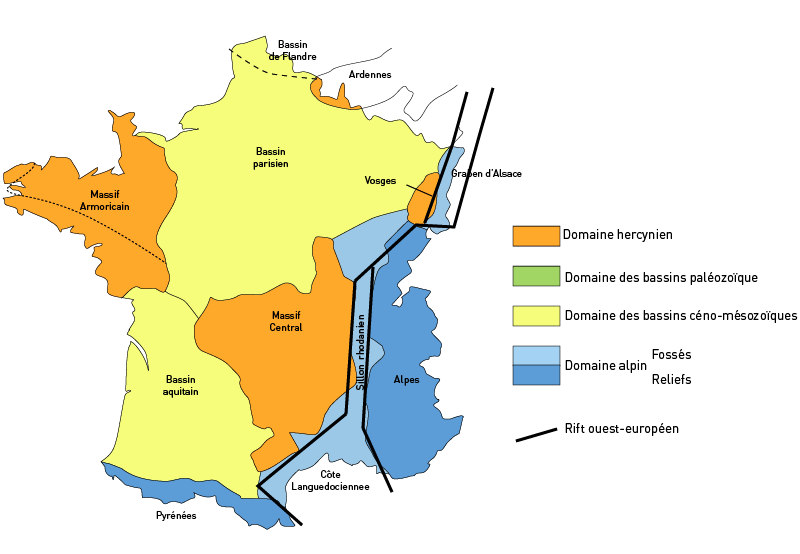
Lokalizacja Basenu Paryskiego na mapie Francji.

Basen Paryski (fr. Bassin parisien) – obszar nizinny (rozległe obniżenie w kształcie spodka) w północnej Francji o powierzchni ok. 120 tys. km² (niemal 1/4 powierzchni kraju), zlokalizowany pomiędzy Masywem Armorykańskim na zachodzie, Masywem Centralnym na południu oraz Ardenami i Wogezami na wschodzie, otwarty na północ w kierunku kanału La Manche. Największy region naturalny Francji. Ma kształt eliptyczny. Jego dłuższy odcinek, liczący w linii prostej około 600 kilometrów, biegnie z kierunku północno-wschodniego w stronę południowo-zachodnią (pomiędzy Metz, a Poitiers). Rozpiętość z kierunku południowo-wschodniego w stronę północno-zachodnią wynosi około 400 kilometrów.
Przeważają krajobrazy równinne i niskie płaskowyże. W środkowej części (Île-de-France) wysokości powyżej 200 m n.p.m., zaś na południowym wschodzie (Côte-d’Or) wysokości do 450 m n.p.m.
Basen Paryski stanowi w większości żyzny obszar uprawny, odwadniany przez gęstą sieć rzek, m.in. dorzecze Sekwany (Yonne, Marna, Oise), dorzecze Renu (Mozela, Moza), a także Loarę i Sommę.
Ważny region rolniczy (uprawa: pszenicy, buraków cukrowych, lnu, warzyw i winorośli). Hodowla bydła typu mlecznego.
Klimat umiarkowany ciepły morski. Średnie temperatury powietrza w styczniu 2–3 °C, a w lipcu ok. 18 °C. Roczna suma opadów wynosi 550–750 mm.
Główne miasta to: Paryż, Reims, Le Havre, Rouen, Tours, Orléans, Le Mans, Amiens, Caen, Troyes, Metz i Nancy.